# Халс, Роб
Ро́берт Уи́льям Халс (англ. Robert William Hulse; более известен как — Роб Халс 25 октября 1979, Росарио, Аргентина) — английский футболист, нападающий.
Он в первую очередь проявил себя на уровне Чемпионшипа, играя там за «Кру Александра», «Вест Бромвич», «Шеффилд Юнайтед», а также за «Дерби Каунти». Он многократно, вместе с клубами, добивался продвижения в высший дивизион.
Наилучшее достижение в АПЛ было с «Шеффилд Юнайтед», он закончил лучшим бомбардиром сезон 2006/07, хотя получил травму и досрочно закончил сезон. Забил гол, который стал для него сотым, в матче против «Шеффилд Уэнсдей», когда играл за «Дерби Каунти».

## Карьера
Родился в городе Кру, что в графстве Чешир. Халс начал свою карьеру в «Кру Александра», будучи часть «молодёжки» клуба, в возрасти девяти лет. В 1998 году к сожалению, он получил травму спины, вследствие чего выбыл на 12 месяцев. Когда он вернулся оправившись от неё, то отправился в аренду в «Хайд Юнайтед», который играет в Северной лиге. Там им было забито 9 мячей в 11 играх, случилось это в сезоне 1999/00. Успешная игра в аренде привела к тому, что он вскоре дебютировал за «Кру Александра». В матче, в котором встречались «железнодорожники» и «канарейки», Халс появился на поле. Его команда победила, а счёт матча — 1:0. Ему потребовалось ещё три матча, чтобы забить свой первый мяч «Барнсли» на выезде.
Халс стал любимцем болельщиков в Кру, благодаря тому, что заканчивал сезоны 2000/01 и 2001/02 лучшим бомбардиром клуба с 11-ю и 12-ю голами.